# Lankavatara-Sutra

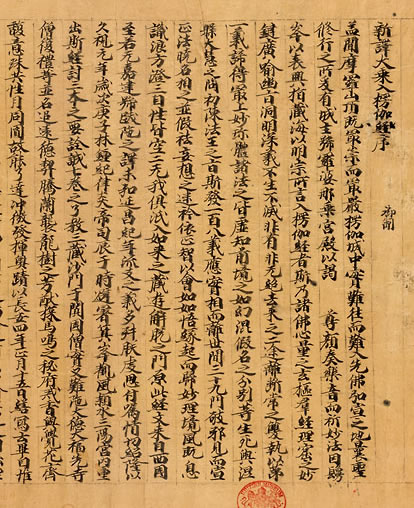
Seite einer alten Ausgabe, Fund in Dunhuang

Das Lankavatara-Sutra (Sanskrit Laṅkāvatāra-sūtra, chinesisch 楞伽經 / 楞伽经, Pinyin Lèngqié jīng, W.-G. Leng-ch’ieh ching, Jyutping ling4ke4 ging1, jap. Ryōga kyō; tib.: Lang kar gshegs pa'i mdo; zu Deutsch etwa: „Sūtra über die Ankunft (Buddhas) in Lankā“ (Sanskrit laṅkā, लंका) ist ein Sanskrit-Begriff für einen mythologischen Ort, der in etwa dem heutigen Sri Lanka entspricht) ist eines der wichtigsten Sutras des Mahāyāna-Buddhismus. Traditionsgemäß wird es als wörtliche Überlieferung des Buddha angesehen, auch wenn es wohl erst zwischen der ersten Hälfte des vierten und der ersten Hälfte des fünften Jahrhunderts entstanden ist.

## Geschichte
Die Inhalte des Sutra nehmen eine zentrale Position für die Ausprägungen des chinesischen, japanischen und tibetischen Buddhismus ein. Es gehört zu den sechs orthodoxen Schriften der Yogācāra-Schulen wie der Faxiang. Es ist außerdem der Grundpfeiler des chinesischen Chan-Buddhismus und seiner japanischen Variante, des Zen-Buddhismus. Es wurde vom Bodhidharma gegen Ende des fünften Jahrhunderts nach China gebracht und erreichte im achten Jahrhundert Japan, im neunten Tibet. Bekannte Übersetzungen ins Chinesische sind:
1. Lengqiejing sijuan (chin. 楞伽經四卷), angefertigt von Dharmakṣema (ca. 385–433) im Zeitraum von 412 bis 433; verlorengegangen
2. Lengqie abatuoluo baojing (楞伽阿跋多羅寶經), 4 Faszikel, teilweise angefertigt von Gunabhadra (394–468)
3. Rulengqie jing (入楞伽經), 10 Faszikel, angefertigt von Bodhiruci (?–527)
4. Dasheng rulengqie jing (大乘入楞伽經), 7 Faszikel, angefertigt von Śikṣānanda (ca. 7.–8. Jahrhundert)

Ins Englische und Japanische wurde es von Daisetz Teitaro Suzuki übersetzt. Seit 1995 liegt eine deutsche Übersetzung aus dem Sanskrit-Text vor.

## Inhalt
Das Sutra setzt sich kritisch mit den brahmanistischen Schulen der indischen Philosophie wie der Sāṅkhya und der Pāśupata auseinander und legt mögliche Übereinstimmungen mit dem Mahāyāna dar. Des Weiteren werden charakteristische Themen der Yogācāra wie die Doktrin vom Tathāgatagarbha und den acht Arten des Bewusstseins (aṣṭa-vijñānāni) diskutiert.
Die Kernaussage des Sutra kreist um den Begriff des „Cittamātra“: dieser bezeichnet die Totalität des Psychisch-Geistigen als Grundlage für die Mannigfaltigkeit der Phänomene, d. h. sowohl der subjektiv-psychischen als auch der objektiv-materiellen. Cittamātra bedeutet sinngemäß „Geist allein“, im weiteren Zusammenhang „Alles Sein ist bloß Geist“. Die spielerischen Texte des Sutra sollen dieser Aussage zur religiösen Erfahrung verhelfen. Alles was ist, soll als rein geistig erkannt werden, nicht jedoch im Sinne eines Solipsismus, sondern dass überhaupt die Dinge erst in unserem Bewusstsein sind.
Da das Bewusstsein mit seinen Mitteln der Trennung und Unterscheidung als Grundlage für die konventionelle Auffassung der Welt begriffen wird, ist es gleichzeitig der fundamentale Ansatzpunkt, um die falschen Dichotomien von Subjekt und Objekt und schließlich den leidenvollen Kreislauf der Wiedergeburt im Samsara zu überwinden.

## Zitate
Zitiert nach der Übersetzung von Karl-Heinz Golzio (siehe Literatur):
118. „Ich lehre den, der Farben zusammenstellt, die Herstellung des Bildes. Das Bild ist nicht in den Farben noch in der Leinwand noch auf der Tafel.“
135. „Behauptung und Widerlegung kennt man nicht beim Cittamātra; diejenigen, die Nichtweisen, die nicht verstehen, daß der Geist sich in Körper, Besitz und Aufenthalt befindet, bewegen sich in Behauptungen und Widerlegung.“
136. „Wenn die vom Buddha Geborenen sehen, daß die Welt nichts ist als Geist, dann werden sie einen Verwandlungskörper annehmen, der frei ist von Handlungen und Gestaltungen, jedoch mit Kräften, höheren Geisteskräften und Selbstbeherrschung ausgestattet ist.“